# Gotfrid Bujonski
Gotfrid Bujonski (francuski: Godefroy de Bouillon), u nekim izvorima i kao Gotfrid Bouillonski (Baisy, Brabant ili Boulogne-sur-Mer, oko 1060. - Jeruzalem, Jeruzalemsko Kraljevstvo, 18. srpnja 1100.), francuski plemić, jedan od vođa križara u Prvom križarskom ratu (1096.-1099.). Bio je prvi vladar Jeruzalemskog Kraljevstva, ali nije htio uzeti kraljevski naslov, već se okitio počasnim naslovom "Zaštitinka Svetog Groba" (lat. Advocatus Sancti Sepulchri)

## Životopis
Rođen je u pokrajini Brabantu (današnja Belgija) u obitelji Eustahija II., grofa Boulogne i Ide, kćeri Gotfrida II., vojvode Donje Lotaringije.
Godine 1076. naslijedio je vojvodinu Donju Lotaringiju koju mu je oduzeo njemački car Henrik IV., ostavivši mu tek markgrofoviju Antwerpen. Kao carev vazal sudjelovao je u borbama za investituru, te je ratovao protiv pape Grgura VII. u Italiji. Za nagradu, car mu je vratio vojvodstvo Donju Lotaringiju, a Godefroy je 1096. godine pošao s braćom Eustahijem i Balduinom u križarski pohod. Sudjelovao je u vojnim operacijama kod Nikeje, Dorileje i Antiohije.
Nakon oslobađanja Jeruzalema bio je među prvima koji su 15. srpnja 1099. godine ušli u taj grad. Godefroy Bouillonski postao je prvi vladar Jeruzalemskog kraljevstva. Međutim, odbio je okruniti se za kralja, smatrajući se nedostojnim nošenja takve titule u gradu gdje je pogubljen Krist. Umjesto kraljevske titule vladao je koristeći titulu "Zaštitnik Svetoga Groba Gospodnjeg" (lat. advocatus sancti sepulchri), a pod njegovom izravnom vlašću bio je Viteški Red Svetoga Groba čiji je osnovni zadatak bio čuvanje Kristovog groba.
Umro je u kolovozu 1099. godine, nakon što je u Aškelonu potukao Egipćane. Naslijedio ga je njegov brat Balduin koji je uzeo titulu jeruzalemskog kralja.